# Emma de Caunes
Pour les articles homonymes, voir De Caunes.
Emma de Caunes, née le 9 septembre 1976 à Paris 14e, est une actrice et animatrice de télévision française.

## Biographie

### Jeunesse et famille (années 1970-1980)
Emma de Caunes est la fille d'Antoine de Caunes, présentateur chroniqueur des émissions, dès 1978, de Chorus, Les Enfants du rock, Rapido ou de Nulle part ailleurs et de Gaëlle Royer (décédée en 2023), réalisatrice de documentaires et graphiste,,. Elle est aussi la petite-fille du journaliste Georges de Caunes et de Jacqueline Joubert, première speakerine de la RTF et qui a créé et produit en 1978 Récré A2 avec Dorothée, qui lui écrit un livre, Lettre à Emma.
En septembre 2001, elle épouse le chanteur Sinclair (Mathieu Blanc-Francard), avec lequel elle a une fille, Nina, née le 9 octobre 2002 à Paris. Ils divorcent en 2005, après onze ans de vie commune. Le 10 septembre 2011, elle épouse le dessinateur britannique Jamie Hewlett à Saint-Paul-de-Vence. En 2013, elle évoque sa bisexualité et ses relations amoureuses avec des femmes lors d'une interview pour Jeanne Magazine.
Emma de Caunes est marraine de l'opération caritative « Novembre en enfance ».

### Débuts médiatiques (années 1990)
Emma de Caunes obtient son bac L cinéma en 1995, et elle l'annonce à son père en direct, lors de sa dernière émission, le 29 juin, de Nulle part ailleurs.
Elle apparaît ensuite dans quelques spots publicitaires pour Clearasil (en), Dim ou Crunch. Mais c'est son rôle dans le drame Un frère, de Sylvie Verheyde, pour lequel elle obtient le César du meilleur espoir féminin, en 1998, qui la révèle au public. La même année, elle joue dans les comédies La voie est libre, de Stéphane Clavier, et Restons groupés, de Jean-Paul Salomé.
Elle poursuit sa carrière, au théâtre, dans la publicité, et au cinéma. Elle tient en 1999 le premier rôle de la comédie dramatique Mille Bornes, et en 2000 de la romance Sans plomb, de Muriel Teodori, et partage l'affiche du drame franco-belge Princesses avec Karole Rocher et Sylvie Verheyde. Elle réalise aussi des courts-métrages.

### Animatrice et seconds rôles au cinéma (années 2000)

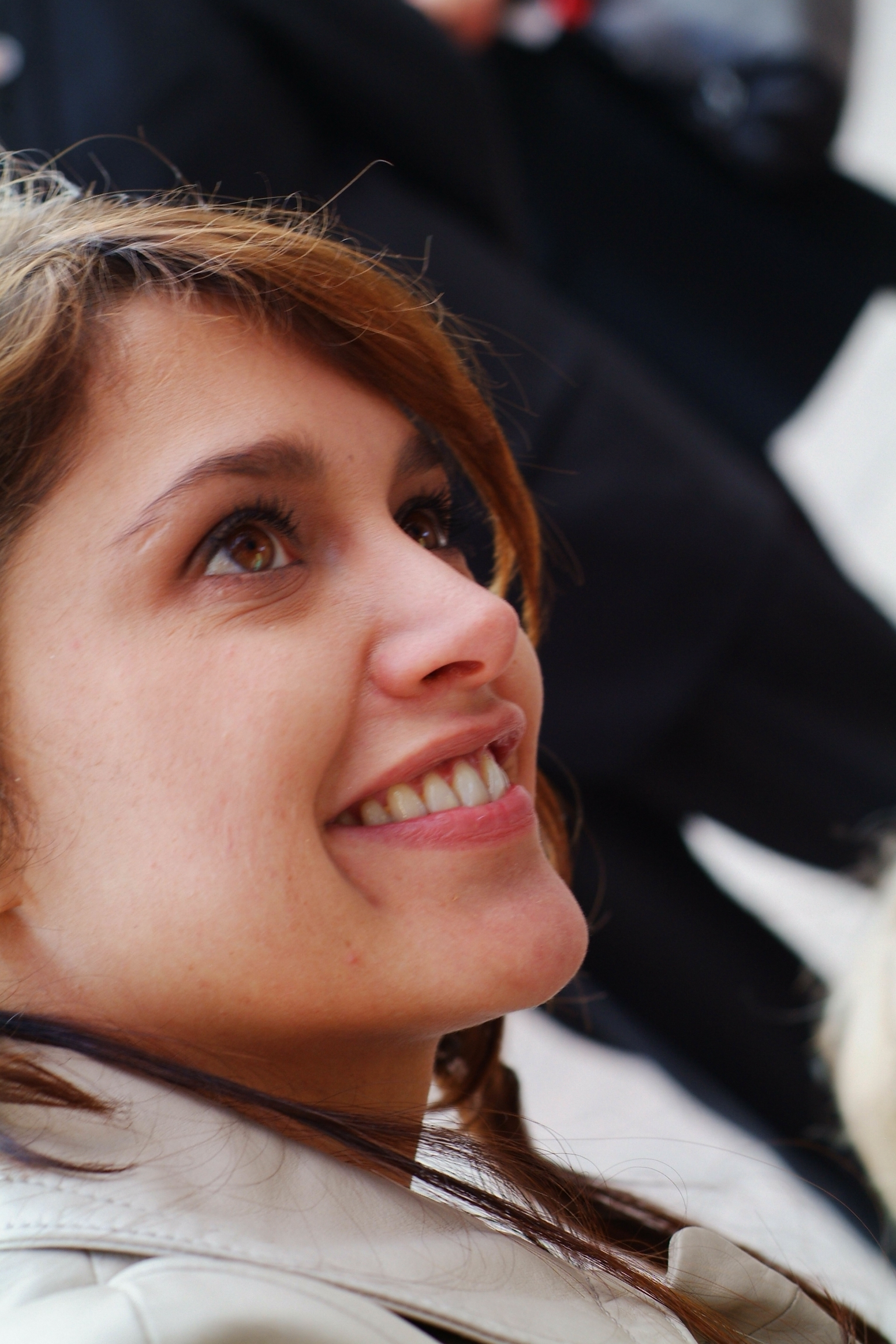
L'actrice à la première britannique de Les Vacances de Mr Bean, en septembre 2007.

En 2002, alors qu'elle tient le premier rôle féminin de la romance historique Les Amants du Nil, écrite et réalisée par Éric Heumann, et tient un petit rôle dans la superproduction Astérix et Obélix : Mission Cléopâtre, sous la direction de Alain Chabat, elle reçoit le prix Romy-Schneider.
En 2004, elle joue dans Ma mère de Christophe Honoré, d'après le roman homonyme de Georges Bataille, avec Isabelle Huppert et Louis Garrel, et anime une nouvelle émission de musique sur Canal+, La Musicale. Elle se concentre dès lors sur l'émission, mais obtient des seconds rôles au cinéma.
En 2006, elle fait ainsi partie du casting de Michel Gondry dans La Science des rêves, porté par Gael García Bernal, Charlotte Gainsbourg, Alain Chabat et Miou-Miou.
En 2007, elle tient un petit rôle dans l'acclamé Le Scaphandre et le Papillon, de Julian Schnabel, mais donne aussi la réplique à Rowan Atkinson et Max Baldry dans la comédie britannique Les Vacances de Mr Bean. Enfin, elle fait une apparition dans la comédie dramatique canadienne L'Âge des ténèbres, du québécois Denys Arcand.
En 2008, elle est au casting de l'expérimental Le Bruit des gens autour, une romance écrite et réalisée par Diastème, et fait un caméo dans le biopic Coluche, l'histoire d'un mec, réalisé par son père. Elle s'éloigne ensuite du cinéma.
En janvier 2009, elle pose pour l'édition française de Playboy, et en 2011, La Musicale est arrêtée par Canal+ au terme de cinq saisons. C'est à la télévision qu'elle va trouver des rôles comme comédienne.

### Passage au second plan et téléfilms (années 2010)

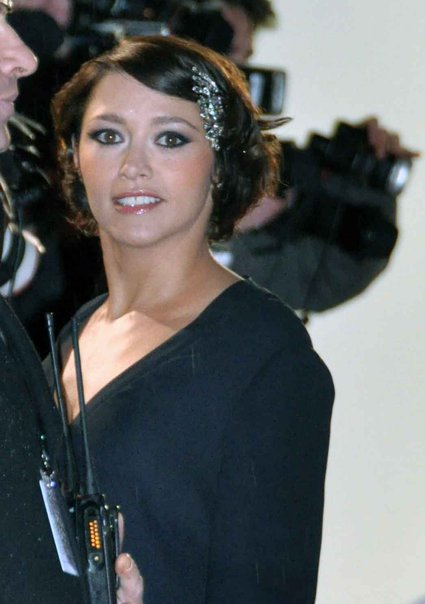
L'actrice en 2010 à la des César.

Dès 2008, elle est la tête d'affiche du téléfilm Rien dans les poches, écrit et réalisé par Marion Vernoux. Et en 2009, elle tourne pour Canal + Sweet Dream, un court-métrage destiné à intégrer une trilogie sur des adolescents paumés. Elle y joue la maman.
En 2011, elle fait ses débuts sur le service public, en jouant dans le téléfilm Faux Coupable, un thriller porté par la performance d'Aurélien Recoing. Elle signe ensuite pour partager l'affiche d'un téléfilm destiné à initier une série, Lanester, avec Richard Berry. La fiction, où elle incarne une chauffeuse de taxi lesbienne, génère deux suites, diffusées en 2016 et 2018.
Entre-temps, elle joue dans quelques pièces de théâtre. Elle revient aussi au cinéma pour intégrer la distribution du drame La Dune, écrit et réalisé par Yossi Aviram, sorti en 2013. Mais surtout, elle tient de nouveau un premier rôle, pour le drame Les Châteaux de sable, d'Olivier Jahan, sorti en 2015. Les deux longs-métrages passent cependant inaperçus.
En 2017, elle est au casting d'une nouvelle série policière de TF1, intitulée Ransom. Cette co-production internationale a duré trois saisons.

## Filmographie

### Cinéma

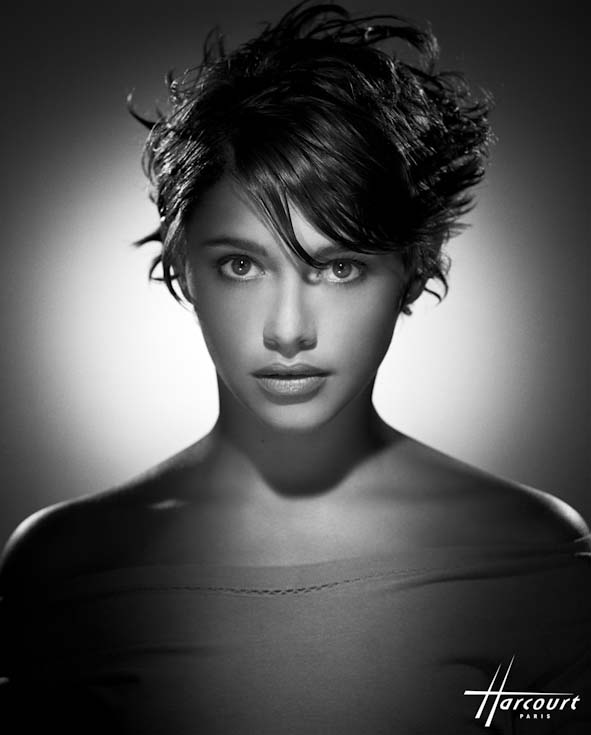
Emma de Caunes photographiée en 2005 par le studio Harcourt.

- 1988 : Margot et le voleur d'enfants (court-métrage) de Michèle Reiser : Margot
- 1996 : Liberté chérie (court-métrage) de Jean-Marc Brondolo
- 1996 : Vladimir en trop (court-métrage) de Jacques-Henri Rochereuil : Lola
- 1996 : Velvet 99 (court-métrage) d'Agnès Deygas et Thierry Kuntzel : Milli Vanilli
- 1996 : L'Échappée belle d'Étienne Dhaene : Juliette
- 1997 : Au bord de l'autoroute (court-métrage) d'Olivier Jahan : Camille
- 1997 : Un frère de Sylvie Verheyde : Sophie
- 1998 : Beaucoup trop loin (court-métrage) d'Olivier Jahan : Élodie
- 1998 : 3 petits points la lune (court-métrage) d'Olias Barco
- 1998 : La voie est libre de Stéphane Clavier : Nadia
- 1998 : Restons groupés de Jean-Paul Salomé : Claire
- 1999 : Mondialito de Nicolas Wadimoff : Louisa
- 1999 : Mille bornes d'Alain Beigel : Nina
- 2000 : Faites comme si je n'étais pas là d'Olivier Jahan : Marie
- 2000 : Sans plomb de Muriel Teodori : Marie
- 2000 : Princesses de Sylvie Verheyde : Sophie
- 2002 : Les Amants du Nil d'Éric Heumann : Anne Frendo
- 2002 : Astérix et Obélix : Mission Cléopâtre d'Alain Chabat : la secrétaire de César
- 2004 : Ma mère de Christophe Honoré : Hansi
- 2005 : Short Order d'Anthony Byrne : Fiona
- 2006 : La Science des rêves de Michel Gondry : Zoé
- 2006 : Le Scaphandre et le Papillon de Julian Schnabel : l'impératrice Eugénie
- 2007 : Les Vacances de Mr Bean (Mr. Bean's Holiday) de Steve Bendelack : Sabine
- 2007 : L'Âge des ténèbres de Denys Arcand : Karine Tendance
- 2008 : Le Bruit des gens autour de Diastème : Maud
- 2008 : Coluche, l'histoire d'un mec d'Antoine de Caunes : une infirmière
- 2013 : L'Homme à la tête de kraft (court-métrage) de Thierry Dupety et Sandra Joubeaud
- 2013 : La Dune de Yossi Aviram : Fabienne
- 2015 : Super triste (moyen métrage) de Stéphanie Kalfon : Cécile Kraft
- 2015 : Les Châteaux de sable d'Olivier Jahan : Eléonore
- 2016 : The Idyll (court-métrage) de Justin Anderson (en) : la femme
- 2022 : Le Monde d'hier de Diastème : Lucie

### Télévision
- 2005 : Kaamelott : Azénor (2 épisodes)
- 2008 : Rien dans les poches de Marion Vernoux : Marie Manikowski
- 2009 : L'une chante, l'autre aussi d'Olivier Nicklaus : elle-même
- 2009 : Sweet Dream de Jean-Philippe Amar : Adèle
- 2011 : Faux Coupable de Didier Le Pêcheur : Lena Hemont
- 2013 : Hitchcock by Mocky de Jean-Pierre Mocky : Candice (épisode « La curiosité qui tue »)
- 2013 : Lanester de Franck Mancuso : Gabrielle Stahl
- 2015 : Lanester : Memento Mori de Franck Mancuso : Gabrielle Stahl
- 2016 : Lanester : Les Enfants de la dernière pluie de Jean-Marc Brondolo : Gabrielle Stahl
- 2017 : Ransom (série) : Nathalie Denard
- 2020 : Claire Andrieux de Olivier Jahan : Eléonore
- 2021 : Neuf meufs (téléfilm) d'elle-même : la femme du voisin d'en face

### Clips
- En 1997, elle joue dans le clip de Si c'est bon comme ça de Sinclair.
- En 2001, elle est la partenaire de Thom Yorke dans le clip de Knives Out de Radiohead (réalisé par Michel Gondry).
- En 2012, elle joue dans le clip de Le Sourire de Stephan Eicher.

### Doublage

#### Films d'animation
- 2006 : Souris City : Rita
- 2020 : Les Croods 2 : Aurore Betterman[12]

#### Jeux vidéo
- 2001 : Alone in the Dark: The New Nightmare : Alice Cedrac
- 2003 : Beyond Good and Evil : Jade

### Internet
- En 2015, elle participe au sketch La Traque du Studio Bagel, sur Youtube.

### Réalisation
- 1999 : Le Nombril de l'univers (court métrage)
- 2021 : Neuf meufs (série télévisée)
- 2021 : Neuf meufs (téléfilm)

## Présentatrice de télévision
- Elle anime l'émission de musique de Canal+ La Musicale de 2004 à 2011.

## Théâtre
- 2001 : La Nuit du thermomètre de Diastème, mise en scène de l'auteur, Théâtre de Nice : Lucie
- 2003: La Nuit du thermomètre de Diastème, mise en scène de l'auteur, Théâtre Marigny
- 2009 : L’Amour de l'art de Diastème, mise en scène de l'auteur, Théâtre du Chêne noir Festival d’Avignon off
- 2011 : Pour l'amour de Gérard Philipe de Pierre Notte, mise en scène Pierre Notte, Théâtre La Bruyère
- 2012 : Simpatico de Sam Shepard, mise en scène Didier Long, Théâtre Marigny
- 2016 : La Rivière de Jez Butterworth, mise en scène de Jérémie Lippmann, Comédie des Champs-Élysées

## Distinctions

### Récompenses
- César 1998 César du meilleur espoir féminin pour Un frère
- Prix Romy-Schneider 2002

### Nomination
- Molières 2003 : révélation théâtrale féminine pour La Nuit du thermomètre